# Liu Hsu
Liu Hsu (Província de Hunan, 22 de dezembro de 1944) é um engenheiro, pesquisador e professor universitário brasileiro. 
Comendador e Grande Oficial da Ordem Nacional do Mérito Científico, membro titular da Academia Brasileira de Ciências, Liu é professor emérito da Universidade Federal do Rio de Janeiro (UFRJ). Liu é um dos pesquisadores mais reconhecidos na área de robótica e representa o Brasil no International Advanced Robotics Programm (IARP).

## Biografia
Liu nasceu em Fuzhou, Província de Fujian, em 2 de janeiro de 1946, porém foi registrado como nascido em Hunan, em 22 de dezembro de 1944. É o sexto dos sete filhos de Liu Tze Liang e de sua esposa Chang Swai Ching. A família chegou ao Brasil no início dos anos 1950, fixando residência em Curitiba, no Paraná. Por influência do irmão mais velho, aprendeu a tocar violino e tomou gosto pela música clássica desde pequeno por influência da família. Seu irmão Liu Kai é professor emérito da Universidade Federal do Paraná e terceiro doutor formado pela COPPE.
Fez os estudos secundários em Curitiba, inicialmente na escola pública Grupo Escolar Conselheiro Zacarias (primário) e em seguida no Colégio Santa Maria (ginasial e científico). Fascinado pelo mar desde criança, Liu pensou cursar biologia marinha. Deixou de lado para seguir uma carreira mais realista e decidiu ingressar no curso de engenharia eletrônica. Na época era uma área considerada de ponta, com um mercado de trabalho aquecido.

## Carreira
Passou no concurso vestibular de Engenharia Elétrica da Universidade Federal do Paraná (1963), em primeiro lugar, mas em 1964 foi aprovado para o Instituto Tecnológico de Aeronáutica (ITA), em São José dos Campos, para onde se transferiu. Obteve o diploma de Engenheiro em Eletrônica em 1968. Logo ingressou no mestrado pelo ITA e em 1971 entrou no doutorado no Laboratoire dAutomatique et dAnalyse des Systèmes (LAAS/CNRS), da Universidade Paul Sabatier, em Toulouse.
Em 1975 ingressou na COPPE como professor adjunto do Programa de Engenharia Mecânica. Em 1983, pediu transferência para o Programa de Engenharia Elétrica onde é atualmente professor aposentado e professor emérito.

## Pesquisa
Sua principal área de atuação é Controle e Automação. Dirige o Grupo de Simulação e Controle em Automação e Robótica (GSCAR) que fundou em 1990. Suas áreas atuais de pesquisa incluem Sistemas de Controle Adaptativo, Sistemas a Estrutura Variável, Estabilidade e Oscilações de Sistemas Não-Lineares, Aplicações a Processos Industriais, à Robótica Industrial e à Robótica Submarina. Publicou mais de 40 artigos em periódicos e mais de 100 artigos em anais de congressos. Ministra aulas na graduação e na pós-graduação.